# Idaea korbi
Idaea korbi är en fjärilsart som beskrevs av Rudolf Püngeler 1917. Idaea korbi ingår i släktet Idaea och familjen mätare. Inga underarter finns listade i Catalogue of Life.